# No. 48 Squadron

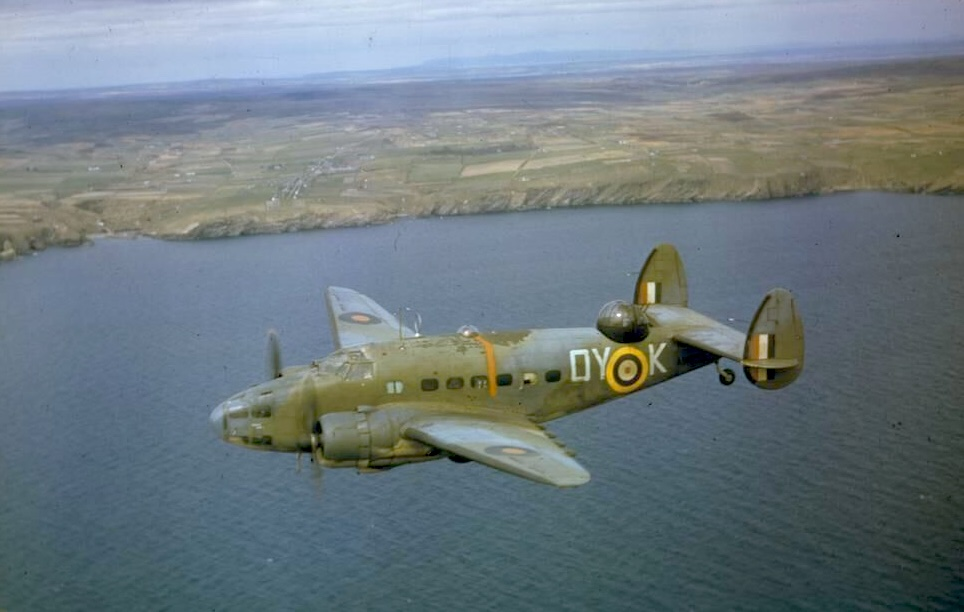
Eine Lockheed Hudson Mark V der Royal Air Force (s/n AM853, 'OY-K') des No. 48 Squadron RAF, stationiert in Wick, Caithness (UK), im Flug entlang der schottischen Küste (1942)

No. 48 Squadron war eine Einheit der Royal Air Force, die am Ersten und Zweiten Weltkrieg beteiligt war.

## Geschichte

### Erster Weltkrieg
Das Royal Flying Corps stellte am 15. April 1916 das No. 48 Squadron in Netheravon, Wiltshire auf. Im März 1917 wurde die Staffel nach Frankreich verlegt. Sie war die erste Staffel, die mit Bristol F.2 Fighter ausgerüstet war. Im Juni 1919 wurde die Staffel nach Indien verlegt und dort am 1. April 1920 in No. 5 Squadron umbenannt.

### Zweiter Weltkrieg
Am 25. November 1935 wurde die Staffel in Bicester wieder aufgestellt. Im Dezember 1936 zog sie nach Manston um. Dort wurde sie ein Teil der School of Air Navigation. Im März 1936 erhielt die Staffel Flugzeuge vom Typ Avro Anson. Noch im gleichen Jahr erhöhte sich die Anzahl der Flugzeuge aufgrund der steigenden Zahl der Schüler auf 80. Im September 1938 verlegte die Staffel nach Eastchurch und wurde zu einer Aufklärungsstaffel. Bei Ausbruch des Zweiten Weltkrieges war die Staffel in Thorney Island stationiert. Die Staffel flog Einsätze gegen U- und Schnellboote. Im Juli 1941 wurde sie mit Lockheed Hudson ausgerüstet. Im Dezember 1942 erfolgte eine Verlegung nach Gibraltar. Von hier aus erfolgten Patrouillenflüge über dem Mittelmeer. 
Im Februar 1944 kehrte die Staffel nach Großbritannien zurück. Sie wurde mit Douglas Dakotas ausgerüstet Bis zu ihrer Auflösung am 16. Januar 1946 blieb sie eine Transportstaffel.

### Nachkriegszeit
Am 15. Februar 1946 wurde No. 215 Squadron in No. 48 Squadron umbenannt. Es war wieder eine Transportstaffel. Sie war mit Vickers Valetta, Handley Page Hastings und später mit Lockheed Hercules ausgerüstet. Die Staffel wurde am 7. Januar 1976 in Lyneham aufgelöst.

## Motto
Das Motto der Staffel lautete: Forte et fidele (stark und treu).